# 前里町
前里町（まえさとちょう）は、神奈川県横浜市南区の地名。現行行政地名は前里町1丁目から前里町4丁目（字丁目）。住居表示未実施区域。

## 歴史
1928年（昭和3年）9月1日に、横浜市中区南太田町字前里耕地・西中耕地の各一部、初音町字4丁目・英町字3丁目・三春町字3丁目の各一部から、中区前里町字1～4丁目が新設された。町名は、字前里耕地が1943年12月1日に中区から南区が分離されたことにより、南区の一部となる。1945年5月の横浜大空襲では全域が罹災した。

## 地理
南区北東部に位置する。幹線道路の平戸桜木道路の両側に沿って東西に細長い町域を持ち、東から順に1～4丁目の字丁目が振られている。北は西中町1～4丁目、南は白金町1・2丁目、西端は南太田1丁目、東端は藤棚浦舟通りを挟んで中区初音町に接する。全域が標高2～4mの低地にあり、平戸桜木道路沿いを中心に中小の商店や工場が集まる。
白金町との境には京浜急行の線路が通り、藤棚浦舟通りに面して黄金町駅がある。1928年には桜木町駅から吉野町を経由して杉田に行く横浜市電が運行され、前里町3丁目と前里町4丁目の停留所が設けられていたが、1972年に廃止された。

## 世帯数と人口
2025年（令和7年）6月30日現在（横浜市発表）の世帯数と人口は以下の通りである。
| 丁目        | 世帯数    | 人口    |
| ----------- | --------- | ------- |
| 前里町1丁目 | 193世帯   | 276人   |
| 前里町2丁目 | 214世帯   | 298人   |
| 前里町3丁目 | 440世帯   | 628人   |
| 前里町4丁目 | 272世帯   | 312人   |
| 計          | 1,119世帯 | 1,514人 |

### 人口の変遷
国勢調査による人口の推移。
| 年                 | 人口  |
| ------------------ | ----- |
| 1995年（平成7年）  | 1,116 |
| 2000年（平成12年） | 1,165 |
| 2005年（平成17年） | 1,190 |
| 2010年（平成22年） | 1,227 |
| 2015年（平成27年） | 1,338 |
| 2020年（令和2年）  | 1,485 |

### 世帯数の変遷
国勢調査による世帯数の推移。
| 年                 | 世帯数 |
| ------------------ | ------ |
| 1995年（平成7年）  | 593    |
| 2000年（平成12年） | 635    |
| 2005年（平成17年） | 654    |
| 2010年（平成22年） | 737    |
| 2015年（平成27年） | 863    |
| 2020年（令和2年）  | 1,029  |

## 学区
市立小・中学校に通う場合、学区は以下の通りとなる（2024年11月時点）。
| 番・番地等 | 小学校             | 中学校             |
| ---------- | ------------------ | ------------------ |
| 全域       | 横浜市立太田小学校 | 横浜市立共進中学校 |

## 事業所
2021年（令和3年）現在の経済センサス調査による事業所数と従業員数は以下の通りである。
| 丁目        | 事業所数  | 従業員数 |
| ----------- | --------- | -------- |
| 前里町1丁目 | 27事業所  | 496人    |
| 前里町2丁目 | 26事業所  | 195人    |
| 前里町3丁目 | 39事業所  | 183人    |
| 前里町4丁目 | 20事業所  | 197人    |
| 計          | 112事業所 | 1,071人  |

### 事業者数の変遷
経済センサスによる事業所数の推移。
| 年                 | 事業者数 |
| ------------------ | -------- |
| 2016年（平成28年） | 118      |
| 2021年（令和3年）  | 112      |

### 従業員数の変遷
経済センサスによる従業員数の推移。
| 年                 | 従業員数 |
| ------------------ | -------- |
| 2016年（平成28年） | 782      |
| 2021年（令和3年）  | 1,071    |

## 交通
- 神奈川県道218号弥生台桜木町線

## その他

### 日本郵便
- 郵便番号 : 232-0004[3]（集配局：横浜南郵便局[17]）

### 警察
町内の警察の管轄区域は以下の通りである。
| 番・番地等 | 警察署   | 交番・駐在所 |
| ---------- | -------- | ------------ |
| 全域       | 南警察署 | 吉野町交番   |